# Sardinidion
Sardinidion là một chi nhện trong họ Theridiidae.